# シェリングの分居モデル

モデルのシミュレーション。各ステップでエージェントは、自分の隣人のうち同じ集団である割合が 以上になるまで移動する。集団のサイズが等しい場合、 であれば、集団は自発的に分離する。

シェリングの分居モデル（Schelling's model of segregation）は、経済学者のトーマス・シェリングによって開発されたエージェント・ベース・モデルである。シェリングのモデルは、アメリカ合衆国のジム・クロウ法のようにエージェントに分離を強いる外部要因を含まないが、シェリングの研究は、自分の集団への「穏やかな」同集団嗜好を持つだけでも、人種隔離を通じて高度に分離された社会が形成され得ることを示している。

## モデル
元のモデルは {\displaystyle N\times N} の格子で構成される。エージェントは2つの集団に分けられ、各マスを1体のエージェントが占める。エージェントは、自分の周囲8マスにいる隣人のうち {\displaystyle B_{\textrm {a}}} の割合が同じ集団であることを望む。{\displaystyle B_{\textrm {a}}} の値が大きいほど、外集団に対する不寛容性が高いことを意味する。
各ラウンドでは、エージェントは自分の隣人の割合 {\displaystyle B} を確認し、これが {\displaystyle B_{\textrm {a}}} 以上であるかを判断する。{\displaystyle B<B_{\textrm {a}}} の場合、そのエージェントは {\displaystyle B\geq B_{\textrm {a}}} となる空きマスに移動する。この操作は、全てのエージェントが満足するまで繰り返される。全てのエージェントが満足できるとは限らず、この場合にエージェントの動態のパターンを分析することが興味深い。
シェリングは、2つの集団のサイズが等しい場合に、{\displaystyle B_{\textrm {seg}}} という閾値を発見した。すなわち {\displaystyle B_{\textrm {a}}<B_{\textrm {seg}}} ではランダムな人口配置が得られ、{\displaystyle B_{\textrm {a}}\geq B_{\textrm {seg}}} では分離された人口配置が得られる。この閾値 {\displaystyle B_{\textrm {seg}}} はおよそ {\displaystyle {\frac {1}{3}}} であった。これは、わずかな同集団嗜好でも分離された社会が形成され得ることを示す。このモデルには異なるパラメータ化や拡張があり、 では「統合的」アプローチが提示され、さまざまな分離現象の閾値を探るシミュレーションが可能となっている。

## 物理モデルとの類似
エージェントの基本的な動態は、イジングモデルの強磁性の力学と類似していると指摘されている。  
これは、各占有格子位置が周囲の格子との類似性に基づく集計値を計算するという性質が共通していることに依拠している。各エージェントが自らの同集団嗜好閾値に基づく満足度を {\textstyle [0,1]} として算出すると、その総和は磁性体におけるスピンのクラスタリングと類似した分離状態の指標となる。各セルが {\textstyle m_{n}\in {m_{1},m_{2},m_{empty}}} のいずれかの集団に属するとき、局所的な同質性は次式で表される。  
{\textstyle l(m_{n})=\sum _{i=-1}^{1}\sum _{j=-1}^{1}\left(\delta _{m_{(ni,nj)},m_{(ni+i,nj+j)}}:i,j\neq 0\right)}
ここで1次元位置 {\displaystyle n} は i,j 座標 (ni,nj) に変換される。次に、エージェント {\displaystyle m_{n}} がランダムな空き格子に移動するか「残留」するかの状態は次のように定義される。  
{\displaystyle r\left(m_{n}\right)={\begin{cases}\left(l\left(m_{n}\right)\geq B_{a}\right),&{\text{if}}:m_{n}\notin {m_{empty}}\\0,&{\text{if}}:m_{n}\in {m_{empty}}\end{cases}}}

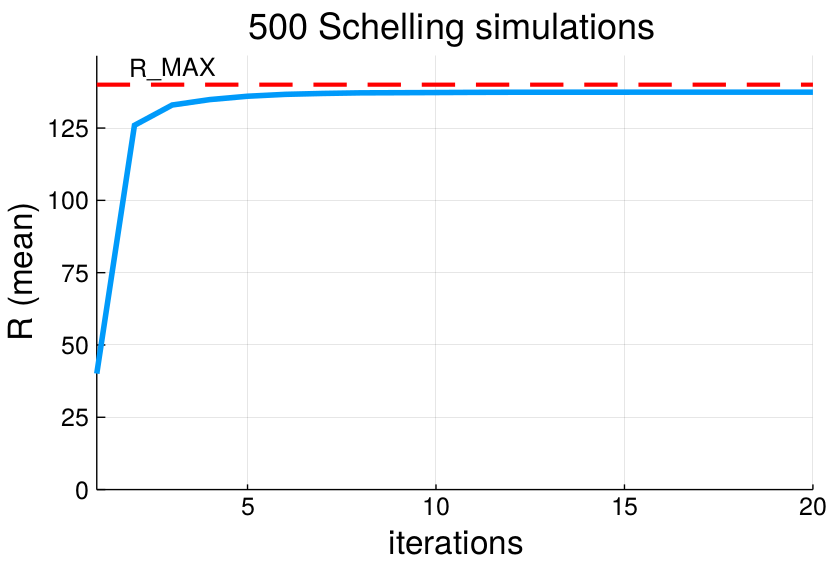
局所的同質性制約を満たすエージェントは、その位置に「残留」 する。全体の は500回のシミュレーション平均としてプロットされている。

各エージェントは二値の値を生成するため、両集団の全エージェントの配置ごとに残留の有無に関するベクトルが得られる。全エージェントの残留状態から総合的な満足度が計算され、次のように表される。  
{\textstyle R=\sum _{n=1}^{N}r(m_{n})}
{\displaystyle R} は格子上の同質性（分離度）の指標となり、最大値（全エージェント数）と比較することで、シミュレーションにおける分離の「密度」として利用できる。 の手法に従い、{\displaystyle R} を巨視的状態とみなし、その密度 {\displaystyle \Omega } をモンテカルロ法で格子の初期配置をサンプリングすることで推定し、次の式でエントロピーを算出できる。  
{\textstyle S=k_{B}{\text{ln}}\Omega (R)}
これにより、他の物理システムと同様にシミュレーション反復に伴うエントロピーの推移を追跡できる。

## より広いモデルの考察
標準的なシェリングモデルは、エージェントの移動能力に影響する変数を考慮しない。 では、移動の効用がこの行動を支配するモデル拡張が検討されている。これにより、高需要地域における財政的障壁のために集団が分離しないパターンを説明できる。財政的側面はでも検討されている。 はさらに、移動時の所得放出を導入することで、熱力学第二法則に従う社会システムの完全なモデル化に近づけている。
シェリングモデルはゲーム理論の観点からも研究されている。いわゆる「シェリングゲーム」では、エージェントは自分と同じ集団の隣人割合が最大となる位置に移動することで効用を戦略的に最大化しようとする。